# Gibuti ai Giochi della XXXII Olimpiade
Gibuti ha partecipato ai Giochi della XXXII Olimpiade, che si sono svolti a Tokyo, Giappone, dal 23 luglio al 8 agosto 2021 (inizialmente previsti dal 24 luglio al 9 agosto 2020 ma posticipati per la pandemia di COVID-19) con 4 atleti in 3 discipline.

## Delegazione
| Sport            | Uomini | Donne | Totale |
| ---------------- | ------ | ----- | ------ |
| Atletica leggera | 1      | 1     | 2      |
| Judo             | 1      | -     | 1      |
| Nuoto            | 1      | -     | 1      |
| Totale           | 3      | 1     | 4      |

## Risultato

### Atletica leggera
Maschile
Eventi su pista e strada
| Atleta            | Evento | Batteria  | Batteria  | Semifinale | Semifinale | Finale    | Finale    |
| Atleta            | Evento | Risultato | Posizione | Risultato  | Posizione  | Risultato | Posizione |
| ----------------- | ------ | --------- | --------- | ---------- | ---------- | --------- | --------- |
| Ayanleh Souleiman | 800 m  | DNF       | DNF       | DNF        | DNF        | DNF       | DNF       |
| Ayanleh Souleiman | 1500 m | 3'37"25   | 9ª q      | DNF        | DNF        | DNF       | DNF       |

Femminile
Eventi su pista e strada

| Atleta             | Evento | Batteria  | Batteria  | Semifinale | Semifinale | Finale    | Finale    |
| Atleta             | Evento | Risultato | Posizione | Risultato  | Posizione  | Risultato | Posizione |
| ------------------ | ------ | --------- | --------- | ---------- | ---------- | --------- | --------- |
| Souhra Ali Mohamed | 1500 m | DNF       | DNF       | DNF        | DNF        | DNF       | DNF       |

### Judo
| Atleta                  | Evento         | Preliminari          | 16-esimi              | Ottavi                  | Quarti               | Semifinali           | Ripescaggio          | Finale               | Pos.            |
| Atleta                  | Evento         | Avversario Punteggio | Avversario Punteggio  | Avversario Punteggio    | Avversario Punteggio | Avversario Punteggio | Avversario Punteggio | Avversario Punteggio | Pos.            |
| ----------------------- | -------------- | -------------------- | --------------------- | ----------------------- | -------------------- | -------------------- | -------------------- | -------------------- | --------------- |
| Aden-Alexandre Houssein | 73 kg maschile | N.D.                 | Dharmawardana V 10–00 | Shavdatuashvili P 00–01 | Non qualificato      | Non qualificato      | Non qualificato      | Non qualificato      | Non qualificato |

### Nuoto
| Atleta                | Evento                     | Batterie | Batterie  | Semifinali      | Semifinali      | Finale          | Finale          |
| Atleta                | Evento                     | Tempo    | Posizione | Tempo           | Posizione       | Tempo           | Posizione       |
| --------------------- | -------------------------- | -------- | --------- | --------------- | --------------- | --------------- | --------------- |
| Hussein Gabor Ibrahim | 50 m stile libero maschili | 27"41    | 65º       | Non qualificato | Non qualificato | Non qualificato | Non qualificato |